# Frontière entre les Fidji et les Îles Salomon
La frontière entre les Fidji et les îles Salomon est entièrement maritime et se situe en océan Pacifique Sud. La frontière fait l'objet d'un accord bilatéral signé en février 2021.
La ligne se trouve à équidistance de Fatutaka, île la plus orientale des Salomon dans l'archipel Santa Cruz, et de Rotuma, dépendance spéciale des Fidji isolé au Nord du pays.
Elle est définie par six points :
- FJ_SI MB 1 : 11°50'53.09" S , 173°35'34.62" E
- FJ_SI MB 2 : 11°51'53.09" S , 173°35'29.2" E
- FJ_SI MB 3 : 12°13'30.64" S , 173°33'33.05" E
- FJ_SI MB 4 : 12°28'31.76" S , 173°32'12.146" E
- FJ_SI MB 5 : 12°35'08.29" S , 173°31'36.49" E
- FJ_SI MB 6 : 12°36'08.29" S , 173°31'31.09" E

Les deux pays ont déposé deux demandes préliminaires d'extension de leur plateau continental :
- Au sud sur la région de Charlotte Bank[3]
- Au nord sur le bassin nord des Fidji avec le Vanuatu[4]